# Landhaus Bernhard

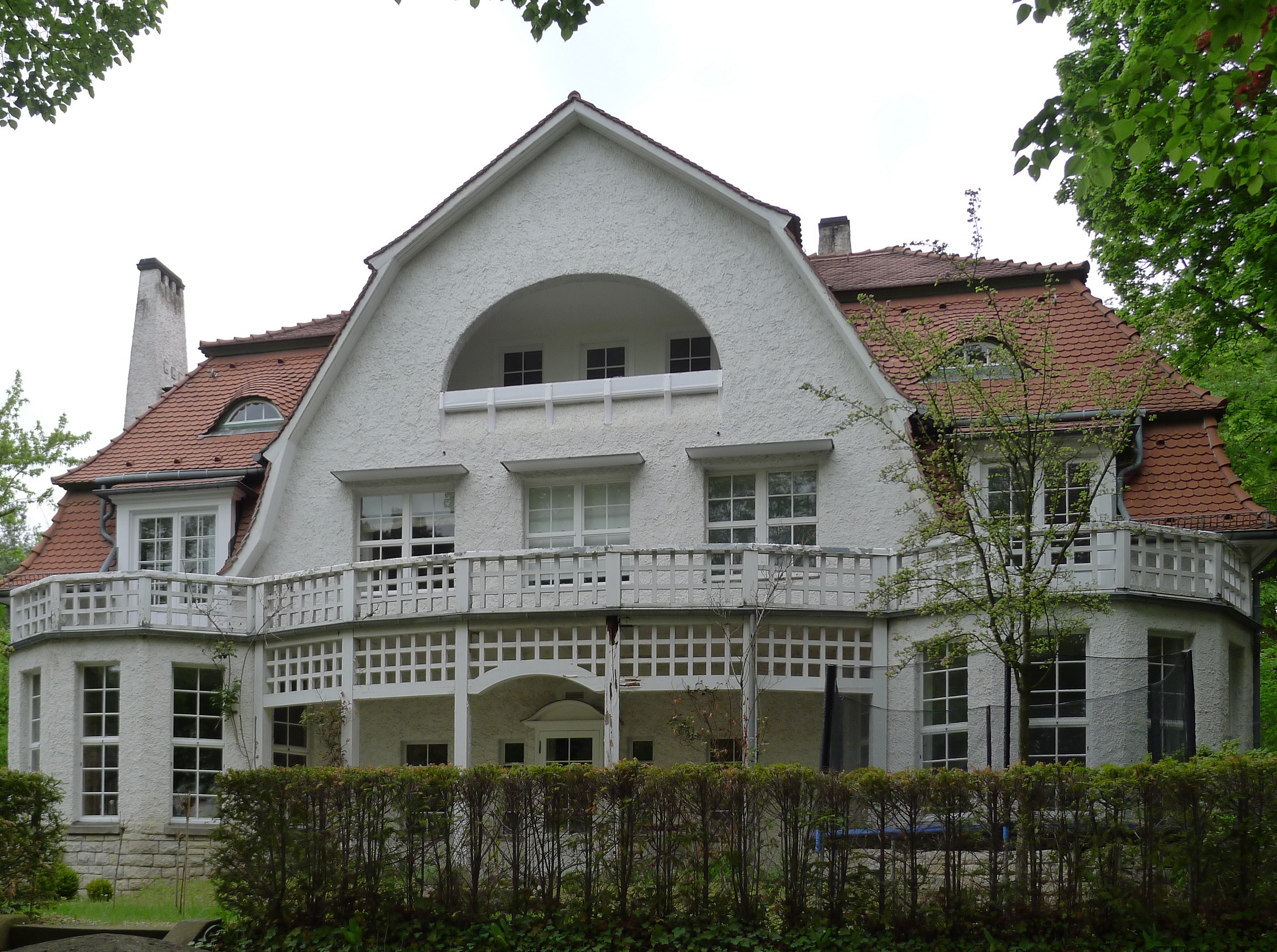
Frontansicht des Landhauses Bernhard

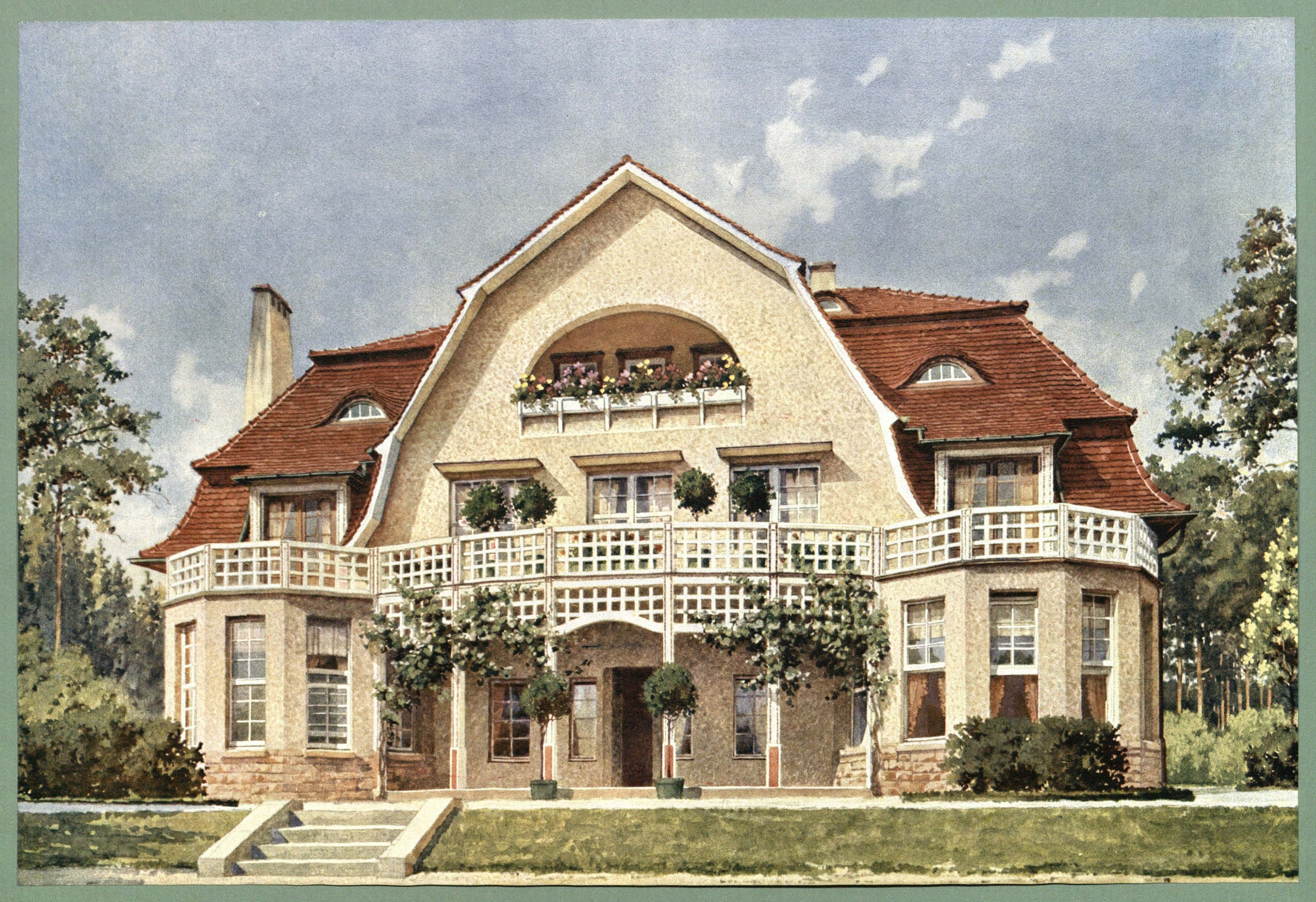
Aquarell aus Moderne Villen in Meisteraquarellen, um 1905

Das Landhaus Bernhard ist ein Baudenkmal im Berliner Ortsteil Grunewald im Bezirk Charlottenburg-Wilmersdorf. Es wurde zu Beginn des 20. Jahrhunderts vom Architekten Hermann Muthesius geplant und unter seiner Leitung errichtet.

## Geschichte
Das Landhaus in der Winkler Straße 11 entstand 1905/06 nach Plänen des Architekten Hermann Muthesius für den Ingenieur und Fabrikanten Eduard Bernhard. Es ist eines der frühesten erhaltenen Werke von Muthesius nach seiner England-Rückkehr. Das ursprünglich große Grundstück reichte bis zur Trabener Straße. In den 1960er Jahren wurde es geteilt und teilweise überbaut. Umbauten im Inneren des Hauses fanden 1971 und 1983 statt. Seit einigen Jahren befindet sich das Haus im Besitz des Galeristen Thomas Andrae, der es umfassend nach den Originalplänen restaurierte und wieder als Einfamilienhaus nutzt.
Der Vorgarten wurde im Jahr 1989 in seiner ursprünglichen Form wieder hergestellt.

## Architektur
Das Landhaus Bernhard steht exemplarisch für Muthesius’ Reformarchitektur: Die symmetrische Hauptfassade mit Mansardwalmdach und Mittelgiebel verzichtet auf historisierende Dekorelemente und setzt stattdessen auf klare geometrische Formen. Die polygonalen Erker, Arkaden und der durchgehende Balkon mit engmaschigem Holzbrüstungsraster gliedern die Fassade fein abgestimmt. Die Fensterproportionen und die offene Lagerung zur Gartenseite verleihen dem Haus eine ungewohnte Leichtigkeit. Der spezifische Rauputz schafft eine lebendige Oberflächenstruktur. Das Haus gilt als Inkunabel der modernen Landhausarchitektur in Deutschland.

## Garten
Der Vorgarten ist ein fester Bestandteil des architektonischen Gesamtkonzepts. Er wurde nach Muthesius’ Vorstellungen terrassiert und geometrisch gegliedert. Die Gestaltung mit Hochstammrosen, geschnittenen Hecken und einem Pavillon schafft eine nutzbare, repräsentative Anlage, die eng mit den Wohnräumen des Hauses verbunden ist. Ein parallel zur Straße verlaufender Weg und die plastische Modellierung des Geländes setzen städtebauliche Akzente in der Winkler Straße, schräg gegenüber der ebenfalls inzwischen denkmalgeschützten Villa Noelle.